# Frank Feltscher
Frank Feltscher Martínez est un footballeur helvético-vénézuélien né le 17 mai 1988 à Bülach qui joue pour l'équipe nationale du Venezuela. Il évolue au poste de milieu de terrain ou d'attaquant. Son frère cadet, Rolf Feltscher, est également joueur professionnel.

## Carrière en club
Découvert par Grasshopper, Frank Feltscher découvre la Super League avec le club zurichois. Grâce à de bonnes performances sous le maillot des Sauterelles, le jeune homme rejoint l'US Lecce en 2008. Il est cependant rapidement prêté à l'AC Bellinzone, le niveau de la Série A étant trop élevé pour lui. Il intègre définitivement l'effectif tessinois à la fin de son prêt, abandonnant l'idée d'évoluer avec le club des Pouilles.
Il vit, lors de la saison 2010-2011, la relégation de son club en Challenge League. Il est l'un des principaux moteurs de l'effectif granata. Néanmoins, il décide d'arrêter l'aventure avec le club tessinois et rejoint le club des Grasshoppers pour 4 ans.
Le jeune joueur marque son premier but sous ses nouvelles couleurs lors de la troisième journée de championnat se déroulant face au FC Bâle. Feltscher rentre à la 59e minute de jeu en tant que remplaçant de João Paiva et égalise pour les Grasshoppers à la 67e à la suite d'une passe en profondeur de Innocent Emeghara. 

### Statistiques
| Saison                | Club                    | Championnat           | Championnat | Championnat | Coupe(s) nationale(s) | Coupe(s) nationale(s) | Compétition(s) continentale(s) | Compétition(s) continentale(s) | Compétition(s) continentale(s) | Venezuela | Venezuela | Total | Total |
| Saison                | Club                    | Division              | M.          | B.          | M.                    | B.                    | Comp.                          | M.                             | B.                             | M.        | B.        | M.    | B.    |
| 2006-2007             | Grasshopper-Club Zurich | Super League          | 4           | 0           | -                     | -                     | C3                             | 1                              | 0                              | -         | -         | 5     | 0     |
| 2007-2008             | Grasshopper-Club Zurich | Super League          | 14          | 2           | 1                     | 0                     | -                              | -                              | -                              | -         | -         | 15    | 2     |
| Sous-total            | Sous-total              | Sous-total            | 18          | 2           | 1                     | 0                     | -                              | 1                              | 0                              | -         | -         | 20    | 2     |
| 2008-2009             | AC Bellinzone (prêt)    | Super League          | 15          | 0           | -                     | -                     | -                              | -                              | -                              | -         | -         | 15    | 0     |
| Sous-total            | Sous-total              | Sous-total            | 15          | 0           | -                     | -                     | -                              | -                              | -                              | -         | -         | 15    | 0     |
| 2009-2010             | AC Bellinzone           | Super League          | 29          | 4           | 1                     | 0                     | -                              | -                              | -                              | -         | -         | 30    | 4     |
| 2010-2011             | AC Bellinzone           | Super League          | 36          | 6           | 2                     | 1                     | -                              | -                              | -                              | -         | -         | 38    | 7     |
| Sous-total            | Sous-total              | Sous-total            | 65          | 10          | 3                     | 1                     | -                              | -                              | -                              | -         | -         | 68    | 11    |
| 2011-2012             | Grasshopper-Club Zurich | Super League          | 32          | 4           | 4                     | 0                     | -                              | -                              | -                              | 8         | 1         | 44    | 5     |
| 2012-2013             | Grasshopper-Club Zurich | Super League          | 34          | 1           | 6                     | 8                     | -                              | -                              | -                              | 5         | 1         | 45    | 10    |
| 2013-2014             | Grasshopper-Club Zurich | Super League          | 20          | 1           | 4                     | 0                     | C1 C3                          | 2 1                            | 0                              | -         | -         | 27    | 1     |
| Sous-total            | Sous-total              | Sous-total            | 86          | 6           | 14                    | 8                     | -                              | 3                              | 0                              | 13        | 2         | 116   | 16    |
| 2014-2015             | FC Aarau                | Super League          | 21          | 1           | -                     | -                     | -                              | -                              | -                              | 1         | 0         | 22    | 1     |
| Sous-total            | Sous-total              | Sous-total            | 21          | 1           | -                     | -                     | -                              | -                              | -                              | 1         | 0         | 22    | 1     |
| 2015-2016             | AEL Limassol            | First Division        | 23          | 2           | 4                     | 0                     | -                              | -                              | -                              | -         | -         | 27    | 2     |
| Sous-total            | Sous-total              | Sous-total            | 23          | 2           | 4                     | 0                     | -                              | -                              | -                              | -         | -         | 27    | 2     |
| 2016-2017             | Debrecen VSC            | OTP Bank Liga         | 12          | 1           | -                     | -                     | -                              | -                              | -                              | -         | -         | 12    | 1     |
| Sous-total            | Sous-total              | Sous-total            | 12          | 1           | -                     | -                     | -                              | -                              | -                              | -         | -         | 12    | 1     |
| 2018                  | Zulia FC                | Primera División      | 7           | 3           | -                     | -                     | -                              | -                              | -                              | -         | -         | 7     | 3     |
| Sous-total            | Sous-total              | Sous-total            | 7           | 3           | -                     | -                     | -                              | -                              | -                              | -         | -         | 7     | 3     |
| Total sur la carrière | Total sur la carrière   | Total sur la carrière | 247         | 25          | 22                    | 9                     | -                              | 4                              | 0                              | 14        | 2         | 287   | 36    |

## Carrière internationale
Pilier de l'équipe espoir durant la qualification pour l'Euro espoirs 2011, il perd sa place de titulaire durant la phase finale au profit d'Innocent Emeghara. Cependant, lors de sa rentrée face à l'équipe de Biélorussie espoirs, le Tessinois d'adoption marque le troisième but de l'équipe de Suisse. C'est son seul match lors de cette compétition qui a vu la Suisse échouer en finale face à l'Équipe d'Espagne espoirs de football.
En août 2011, le Venezuela appelle Frank Feltscher et son frère cadet Rolf Feltscher à porter le maillot national du Venezuela. Frank Feltscher accepte cette convocation pour les deux matchs amicaux face à l'Argentine et à la Guinée. Son jeune frère privilégie la Suisse et sa convocation avec les espoirs. Les frères Feltscher bénéficient de la nationalité vénézuélienne par leur mère. Le 7 octobre 2011, il entre en jeu lors de la rencontre qualificative face à l'Équateur. Frank Feltscher jouera donc définitivement pour le pays de sa maman. Il marque son premier but avec le Venezuela le 11 novembre 2011 contre la Colombie, en égalisant à la 79e minute.

## Palmarès

### Titres remportés en sélection nationale
- Suisse Espoirs
  - Championnat d'Europe de football espoirs 2011
    - Finaliste : 2011